# Sebastian Ullrich (Historiker)
Sebastian Ullrich (* 1975) ist ein deutscher Historiker.

## Werdegang
Ullrich studierte Geschichte, Philosophie und Politikwissenschaft in Berlin und Cambridge. 2008 promovierte er an der Humboldt-Universität zu Berlin mit der Dissertation Der Weimar-Komplex: Das Scheitern der ersten deutschen Demokratie und die politische Kultur der frühen Bundesrepublik 1945–1959, für die er 2010 mit dem Hans-Rosenberg-Gedächtnispreis ausgezeichnet wurde. Der Politikwissenschaftler Wilhelm Bleek bescheinigt Ullrich eine „erstaunliche geschichtswissenschaftliche Forschungsleistung“, Edgar Wolfrum bezeichnet die Arbeit als „brillante und quellengesättigte Studie […], die mit Fug und Recht als ein Musterbeispiel einer modernen, kulturwissenschaftlich erweiterten Politikgeschichte bezeichnet werden kann“, und Hans Mommsen nennt sie „eine eindrucksvolle Analyse der frühen historischen Weimar-Forschung, die lange von dem Bestreben geprägt war, Weimar von dem Verdikt freizuhalten, den Aufstieg des Nationalsozialismus ermöglicht zu haben“.
Ullrich arbeitet als Lektor für Neuere Geschichte, Zeitgeschichte und Politik beim Verlag C.H.Beck. Er ist Sohn des Historikers und Publizisten Volker Ullrich.

## Werke
- Der Weimar-Komplex: Das Scheitern der ersten deutschen Demokratie und die politische Kultur der frühen Bundesrepublik 1945–1959. Wallstein Verlag, Göttingen 2009, ISBN 978-3-8353-0442-0.